# Pteropus personatus
Pteropus personatus — вид рукокрилих, родини Криланових.

## Поширення, поведінка
Ендемік в Індонезії — Північномалукських островів і острова Ґаґ. Є об'єктом полювання в чагарниках і гвоздикових садах.

## Загрози та охорона
Цей вид полюють, але в даний час не видається, щоб це було на рівні, який загрожує виду. Цей вид не зустрічається в жодній з природоохоронних територій.